# Kencharamanahal, Parasgad
Kencharamanahal là một làng thuộc tehsil Parasgad, huyện Belgaum, bang Karnataka, Ấn Độ.